# Petros Mantalos
Petros Mantalos (griechisch Πέτρος Μάνταλος, * 31. August 1991 in Komotini) ist ein griechischer Fußballspieler auf der Position des offensiven Mittelfeldspielers. Er steht derzeit in seiner Heimat bei AEK Athen unter Vertrag.

## Karriere

### Verein
Mantalos begann seine Karriere bei Skoda Xanthi, wo er 2009 von der Jugendmannschaft in den Profikader aufstieg. Dort konnte er sich bald etablieren und weckte durch gute Leistungen das Interesse der größeren griechischen Vereine. 2014 verpflichtete der zwangsrelegierte und daher in der zweiten griechischen Liga spielende AEK Athen Mantalos für eine Ablösesumme in Höhe von 500.000 €. Bei seinem Ligadebüt für Athen erzielte er beim 2:1-Sieg gegen Apollon Smyrnis am 19. Oktober 2014 einen Treffer und bereitete den anderen Treffer vor. Mit acht erzielten und elf vorbereiteten Toren in 15 Ligaspielen trug er maßgeblich dazu bei, dass Athen am Saisonende als Zweitligameister in die erste griechische Liga zurückkehren konnte, auch wenn er gegen Ende der Saison mit einem Kreuzbandriss ausfiel. In der Folge etablierte sich Mantalos nach seiner Genesung wieder im Athener offensiven Mittelfeld und wurde zum Kapitän der Mannschaft ernannt. 2016 gewann er mit AEK den griechischen Fußballpokal und erzielte beim 2:1-Sieg im Finale gegen Olympiakos Piräus einen Treffer selbst. 2017 wurde er zu Griechenlands Fußballer des Jahres gewählt. In der Saison 2017/18 erlitt er Mantalos am 9. Spieltag beim Spiel gegen Panionios Athen erneut einen Kreuzbandriss und fiel für den größten Teil der Saison aus. Er gab erst am 28. Spieltag sein Comeback, konnte so aber noch mit AEK den Gewinn Meisterschaft feiern. Damit konnte Mantalos mit AEK in der folgenden Champions-League-Saison 2018/19 antreten, schied jedoch ohne Punkt nach jeweils zwei Niederlagen gegen den FC Bayern München, Ajax Amsterdam und Benfica Lissabon als Letzter der Gruppe E aus.

### Nationalmannschaft
Mantalos lief zunächst für die griechische U-19- und die U-21-Nationalmannschaft auf. Am 7. September 2014 gab er bei der 0:1-Niederlage im EM-Qualifikationsspiel gegen Rumänien sein Debüt für die griechische Fußballnationalmannschaft. Sein erstes A-Länderspieltor erzielte er beim 2:1-Sieg im Freundschaftsspiel gegen Australien am 7. Juni 2016.